# Бланкенберг (Тюрингия)
Бланкенберг (нем. Blankenberg) — община в Германии, в земле Тюрингия.
Входит в состав района Заале-Орла. Подчиняется управлению Зале-Реннштейг. Население составляет 1013 человек (на 31 декабря 2010 года). Занимает площадь 3,74 км².

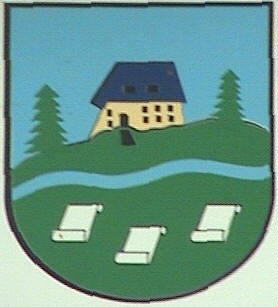
Бланкенберг